# 대구약령시한의약박물관
대구약령시한의약박물관은 대구광역시 소재의 박물관이다.

## 연혁
- 1658년(효종 9년) 임의백(任義伯) 관찰사가 경상감영 내(현 경상감영공원과 대안동 주변) 약령시 개장
- 1908년(융희 2년) 이충구(李忠求) 관찰사가 현 위치로 약령시 이전
- 1978년 제1회 약령시 한방문화축제 개최, 약령시부활추진위원회 발족
- 1982년 한약재도매시장 개설
- 1985년 9월 25일 약령시한약재 상설전시관 개관, 약전골목이 대구시『명소의 거리』로 지정
- 1988년 전통한약시장 지역 지정(보건복지부)
- 1993년 약령시전시관 및 한약재도매시장 현재 위치로 이전
- 2000년 새천년준비위원회 『새즈믄해의 거리』지정. 대구 약령시 한방문화축제 문화관광축제로 선정(문화체육관광부)
- 2001년 한국 기네스위원회『국내에서 가장 오래된 약령시』인증
- 2004년 대구 약령시 한방특구 지정(지식경제부)
- 2009년 구·약령시전시관을 새로운 모습의『약령시 한의약문화관』으로 재개관
- 2011년 12월 12일 『약령시 한의약박물관』으로 승격
- 2012년 제35회 약령시 한방문화축제 개최(12년 연속 문화관광축제 선정) 『2011 약령시 한방문화축제』문화체육관광부 축제 선정

## 시설 현황
- 2층: 한방체험실
- 3층: 한방역사실

## 교통
- 도시철도
  - ● 대구 도시철도 1호선·● 대구 도시철도 2호선 반월당역 16번 출구(약령시방향), 18번 출구(현대백화점)
  - ● 대구 도시철도 1호선 중앙로역 1번 출구(약령시 방향)에서 도보 5분 거리